# Некрасовская (Ленский район)
Некрасовская — деревня в Ленском районе Архангельской области. Входит в состав Козьминского сельского поселения.

## География
Находится в юго-восточной части Архангельской области на расстоянии приблизительно 2 км на запад по прямой от села Лена.

## История
Деревня была отмечена в 1939 году в составе Ленского сельсовета.

## Население
Численность населения: 2 человека (русские 100 %) в 2002 году, 2 в 2010.